# Astronomija u 1872.
◄◄ | ◄ | 1869. | 1870. | 1871. | 1872.  | 1873. | 1874. | 1875. | ► | ►►
Arhitektura • Astronomija • Biologija • Fotografija • Glazba • Kazalište • Kemija • Kiparstvo • Knjige • Književnost • Kršćanstvo • Meteorologija • Medicina • Planinarstvo • Politika • Pravo • Promet • Slikarstvo • Šport • Znanost • Željeznički promet
Astronomija u 1872.

## Svijet

### Otkrića
- Uočeni meteorski pljuskovi na mjestu i vremenu kad su se trebali pojaviti dijelovi Bielina kometa. Nakon što su 1846. astronomi uočili da se Bielin komet raspolutio na dva dijela, komet je nakon nekog vremena izgubljen. Meteorski roj Bielidi (Andromedidi) potječe s putanje Bielina kometa.[1][2][3]

## Vanjske poveznice
|  | Zajednički poslužitelj ima još gradiva o temi Astronomija u 1872. |